# Phaneroites subquercinus
Phaneroites subquercinus är en svampart som först beskrevs av Henn., och fick sitt nu gällande namn av Hjortstam & Ryvarden 2010. Phaneroites subquercinus ingår i släktet Phaneroites och familjen Thelephoraceae.   Inga underarter finns listade i Catalogue of Life.